# هاي منتل أباد (مقاطعة فارياب)
هاي منتل أباد (بالإنجليزية: Mowtowr-e Hay-e Mantelabad)‏ هي مستوطنة تقع في كرمان في إيران. يقدر عدد سكانها بـ 45 نسمة .